# Diura nanseni
Diura nanseni is een steenvlieg uit de familie Perlodidae. De wetenschappelijke naam van de soort is voor het eerst geldig gepubliceerd in 1900 door Kempny.